# Гегутский дворец
Гегутский дворец — памятник гражданской древнегрузинской архитектуры XI века, памятник археологии.
Находится в километре от современных границ Кутаиси в трёх километрах от железнодорожной станции Риони.
Дворец построен на месте крепости IV века, основная часть дворца построена в годы царствования Георгия III, около 1156 года. Дворец был резиденцией царицы Тамары, затем в 1190 году в этом дворце сторонники провозгласили князя Юрия Андреевича царём во время его борьбы его группировки со сторонниками царицы Тамары за титул царя Грузии.
В начале XIX века дворец был разрушен. В настоящее время находится в руинированном виде. В плане дворца лежит крест в центре которого расположен зал перекрытый куполом на тромпах. На вершине купола купола было отверстие для света. Здание было построено из плинфы и покрыто глазурованной черепицей. Интерьер дворца был расписан. Дворец имел укрепления из стен и башен, укрепления в плане представляют квадрат.
В 1937 году, в результате археологической экспедиции были частично очищены некоторые помещения дворца и разработан детальный план его будущей реставрации. Во время раскопок археологи обнаружили около 60 артефактов, относящихся к разным эпохам.
В 2016 году вокруг руин была установлена стеклянная панель, чтобы показать посетителям первоначальную форму памятника.